# 死ぬ権利
死ぬ権利（しぬけんり、英語: Right to die）は、死ぬ時期を決定する権利、死に様を選ぶ権利のこと。広義には自発的な積極的安楽死、医師による自殺幇助、自殺する権利、間接的安楽死を含み、狭義には医学的治療の拒絶・停止によって患者が死に至る状態のときに治療を拒否・停止する権利を指す。助かる見込みのない延命措置を中止して尊厳死を求める権利は患者の家族によっても行使されうる。死ぬ権利に関連して、アメリカ合衆国の一部地域などではリビング・ウィル（生前の意思）という条件のもとで尊厳死を認めた尊厳死法が制定されている一方で、自殺幇助などの観点から様々な論議を呼んでいる。

世界の安楽死の合法性を色分けした地図。青色は積極的安楽死が合法であること、水色は消極的安楽死が合法であること、灰色は積極的安楽死が違法で消極的安楽死が法的規制されていないこと、赤色は安楽死が一律違法であることを示す。

1981年に世界医師会が出したリスボン宣言では、「患者は尊厳のうちに死ぬ権利を持っている」として、医師は尊厳死という患者の権利の一つを与えるために努力するべきであるという旨の主張がなされた。もっとも、どのようにすれば患者の尊厳が保たれるのかについては触れられておらず、改定後の宣言文も曖昧さを伴うものであり、各国それぞれが異なる事情を持つことも相まって、はっきりとした世界的で統一的な見解は現れていない。

## 歴史
古代ギリシャでは自殺を権利として認めたとする文献が見られたり、中世のキリスト教（カトリック）の全盛期では自殺が犯罪とされるなど、死ぬ権利を自分で実行する自殺は人間の歴史と共にあったかもしれない。
19世紀の生物学の劇的な進展を背景に、医者の任務には苦痛緩和のみならず生命の短縮も取り込むことができると考えられるようになり、この流れで安楽死という発想が生まれた。

### 死ぬ権利
死ぬ権利という言葉はアドルフ・ヨストが1895年に初めて用いた。法律家のヨストは著書『死への権利』(Das Recht auf den Tod)で不治の病人の安楽死と精神病患者の殺害を同一視し、この中で不治の肉体の病で悩む患者には「苦痛なき死」への権利を持つと主張した。
1950年代から1960年代にかけてアメリカ合衆国の生命倫理学を牽引したジョセフ・フレッチャーはプロテスタントの立場から医療技術の進歩や積極的安楽死と絡めて死ぬ権利を論じた。
このように死ぬ権利の議論は前々から少なからずされてきたが、フレッチャーの言う死ぬ権利とは、積極的安楽死と強く結びついた「自ら死に向かう権利」と言い換えることができ、次に述べるカレン・クインラン事件で俎上に載せられた死ぬ権利とは違う意味合いを有していた。

1960年代から1970年代にかけては、情報・通信機器が急速に普及し、公開自殺の様子も大衆の目に届くようになった。1963年には、ティック・クアン・ドックがベトナム戦争に抗議して大使館前で焼身自殺。1970年、三島由紀夫が自衛隊の前で公開割腹自殺。1974年には、クリスティーン・チュバックが世界で初めてテレビの生放送中に自殺を遂げた。死ぬ権利を唱導するヘムロック協会は1982年に自殺マニュアル本を出版し、1991年にも同様の内容の『Final Exit』を出版した。ただし、これは自殺を煽る悪趣味の文脈ではなく、苦痛から解放されたい人たちへの苦しまずに自殺する方法集であった。

#### カレン・クインラン事件
アメリカ合衆国ニュージャージー州で1975年4月15日に昏睡状態となったカレン・アン・クインランはニュートン記念病院の集中治療室に搬送され、気管切開後に大型の人工呼吸器を装着させる措置がとられた。その約半年後、遷延性植物状態と診断された。
家族と議論した結果、カレンの養父は人工呼吸が通常以上の手段であると主張し、養父に後見人資格を認めて人工呼吸器を停止する権能を与えるよう州高等裁判所に訴え出た。この訴えが退けられると養父は州最高裁判所へ上告し、1976年3月31日に訴えが認められることになる。
判決に先立つ1971年には死を選ぶ憲法上の権利がないことがニュージャージー州最高裁判所で明示されていたが、カレン事件の裁判で注目されたのはプライバシー権だった。プライバシー権は自らの生がどうあるべきかという判断のもとで生活することを保障する権利であり、養父側はプライバシー権が治療で通常以上の手段の介入を拒否する権利としても働きうると主張し、判決でもプライバシー権の一形態として治療の差し控えと中止が認められたのである。
この判決をもって、死ぬ権利は「自ら死に向かう権利」から「自らのあるべき生に干渉されない権利」へと変容した。また、この延命治療を中止する世界初の裁判をきっかけにして患者の自己決定権を求める動きが高まった。

### 消極的安楽死
アメリカ医師会は1972年時点では患者や家族の自己決定権を認めながらも、死ぬ権利に基づいて死なせることを第一義的に否定していたが、1982年には次のように宣言している。
人道的な理由によって，十分情報を与えられた上での同意があれば，絶えがたい苦痛を軽減したり，末期の患者を死なせる目的で治療措置を停止したりするために，医療上必要とされることを医師は行なってよい—アメリカ医師会、
死ぬ権利とその実践の正当化については、1970年代半ば時点では否定的・消極的にしか論じられなかったが、1980年代にかけて積極的な正当化論へと展開されていった。問題の争点は延命至上主義からクオリティ・オブ・ライフへと代わっていき、これを背景に欧米で誕生したのが、死に瀕した人に対して積極的治療をせず、安らかな最期を迎えられるように支援するホスピスである。
生命維持技術の進歩により、判断主体が不可逆的に消滅していても生命体としての個体は生きているという状況が生まれ、その処遇は誰が決定するのかという問題が生じたが、アメリカ合衆国ではこの点1990年の患者の自己決定法で治療拒否権の手続きが整備された。同法では患者の病院・施設入所時、ヘルスケアの判断を委任したい者とリビング・ウィルを書き残した先行指示書を患者に書くよう推奨することが施設側に義務付けられている。

### 積極的安楽死
末期患者は多くの場合、死の直前まで死の不安と耐え難い苦痛に直面することから、死ぬ権利の実践に関わる臨床的処置を消極的安楽死に限定せず、積極的安楽死や医師による自殺幇助も認めることの是非が問われるようになった。
また、安楽死の許容範囲を身体的苦痛に限定するのではなく、心理的苦痛も含まれるべきと主張する声も現れ始めた。1991年にはオランダの医師が健常とされる患者の心理的苦痛を理由に致死的薬物を処方することでその患者の自殺を幇助する事件が起きた。この時期Final Exitや完全自殺マニュアルといった自殺のハウツー本が注目され、自殺する権利が論じられるようにもなった。
死ぬ権利を求める声は世界各地で広がっており、積極的安楽死や医師による自殺幇助を合法化する動きも相次いでいる。それとともに対象者が終末期の患者に限らず、認知症や精神障害者などへ拡大していったり、死ぬ権利の根底にある自己決定の原則が形骸化するリスクが表面化しつつあるなど、すべり坂現象が重層的に起こっていると指摘する声がある。

## 国ごとの状況
2023年1月31日時点で、オーストラリア、オランダ、カナダ、コロンビア、スペイン、ニュージーランド、ベルギー、ルクセンブルクで積極的安楽死が合法化されているほか、アメリカ合衆国の一部地域、イタリア、オーストリア、スイス、ドイツで自殺幇助が認められている。

### アメリカ合衆国
アメリカ合衆国ではまず1890年にボストンで、生涯の終わりに達したと考えられる激痛に苦悩する病人に対して、苦痛のない死が与えられるよう援助すべきだと主張する外科医が現れ、次いで1903年にはニューヨーク在住の医師らが癌の場合における安楽死の容認を求めた。
1906年にはオハイオ州議会、次いでアイオワ州議会で安楽死に関する法案が提出されたが、いずれも採択されるまでに至らなかった。1938年には安楽死立法化協会が設立されているが、特に目立った活動はできていなかった。1947年には同国における安楽死問題の先駆けとして、ニューヨーク州議会で安楽死法案が提出されるが、この頃ナチス・ドイツの遺伝病子孫予防法（1933年）や安楽死法案（1939年）の実態が人口に膾炙していたのが影響してか、安楽死法案は否決されたのである。
しばらく表向きは目立った動きはなかったが、1960年代半ばになると公民権、女性の権利、囚人・精神障害者の権利などを希求する動きに従い、自己決定権に対する法的な関心や個人主義・自立性の尊重に対する哲学的な関心が高まり、患者の人権運動が始まった。その最中で起きたのが1975年のカレン事件であり、それまで患者の死ぬ権利に関する法案が提出されても採択されることはなかったが、1976年にカリフォルニア州で国内初の死ぬ権利法としてカリフォルニア自然死法が制定されると、1977年半ばまでにはアーカンソー州、アイダホ州、ネバダ州、ニューメキシコ州、ノースカロライナ州、オレゴン州、テキサス州で死ぬ権利の関連法案が通過し、同年末時点で42州で61法案が提出された。このうちアーカンソー州とニューメキシコ州の法律は健常者が終末期前でも法的拘束力の持つ先行指示書を作成できる更に先鋭的なものであった。
1990年にはナンシー・クルーザン事件をめぐり、ミズーリ州最高裁判所は生命の神聖性そのものは州の権益の1つであるとして、交通事故で植物状態に陥ったクルーザンから胃チューブを外すよう求めていた両親の訴えを退ける判決を出した。訴えは連邦最高裁判所に持ち込まれることになる。
ミズーリ州法ではリビング・ウィルがない場合について、生命維持治療の中断を望む患者の意思について高度の「明白かつ確信を抱くに足る証明」を要していたが、連邦最高裁判所ではこれが憲法修正第14条の適正手続条項に違反していないかが争われた。連邦最高裁ではミズーリ州最高裁の主張を支持する少数意見はあったが、栄養・水分補給の中止を認めるという判決を下した。この判決は連邦最高裁として初めて死ぬ権利について判断したなどの点から重要といえる。
最高裁判所が生命維持治療にも治療拒否権が及ぶことを認めたと受け止められたこの判決は、各州での法整備を促進したと評価され、国内で尊厳死問題が既に解決済であるとの印象を内外に与えた。一方で、人工栄養や水分補給を中断することによって引き起こされる死も尊厳ある死と呼べるのかという点にはフォーカスが当てられず、結果として許される尊厳死と許されざる医師による自殺幇助の区別が問題に挙がるようになる。
テリ・シャイボ事件では改めて人工栄養・水分補給の停止の是非が問題となり、当初はテリという植物状態の女性患者の尊厳死を巡る親族間の争いが、やがてジョージ・W・ブッシュ大統領や連邦議会の介入を招く全米規模の論争に発展した。人工栄養や水分補給を中断することによって引き起こされる死は尊厳ある死と言えるか、これを疑問視する声が上がり、世論の大勢を占めるほどではなかったにせよ、尊厳死の対象からの人工栄養・水分補給の除外を試みる立法の動きがあった。
2018年5月、ヨーロッパの実態（#オランダなど参照）からすべり坂が懸念されるとして、アメリカ合衆国内科医学会倫理法務委員会は医師による自殺幇助に反対の立場を堅持すべきであると提言した（翌月否決で委員会に差し戻し）。

### イギリス
イギリスでは1873年に安楽死の問題を取り上げた論文が発表されているが、この当時の論者は学術的な関心の対象としてしか見ていなかったようである。1907年にはゴッダードが安楽死を提唱し、1935年12月10日にはミラードによって安楽死の立法化運動を推進する任意的安楽死立法化協会が設立された。
1961年成立の自殺法では自殺・自殺未遂は合法とされつつ、教唆や幇助は犯罪とされている。

### イタリア
イタリアでは2009年前後に植物状態の女性の延命治療中止を巡り尊厳死に対する世論の関心が高まったものの、国会で議論が続けられた尊厳死法は成立しなかった。2017年2月には交通事故の後遺症からスイスでの安楽死を選んだ男性の介助者が逮捕される事件が起き、再び世論の尊厳死に対する関心が高まった。結果として尊厳死を認める法律が同年12月に制定され、翌年1月末に施行された。
自殺幇助は犯罪とされているが、憲法裁判所は2019年、自分の意思に基づいた判断能力を持ち、耐え難い苦痛を抱える人に対する自殺幇助は必ずしも犯罪でないと判断しており、2022年6月には初めて倫理委員会の承認を得た自殺幇助が行われた。

### オーストラリア
ノーザンテリトリーでは1988年に条件付きで治療の中止を認める自然死法が成立しており、1996年にはオランダと同様に既に慣行的に行われていた安楽死の透明化を図るため、終末期患者権利法を制定した。オランダよりも更に踏み込んで、医師が致死性の器具・薬物を患者に渡して患者自身が自死するという積極的な援助自死まで認められていたが、オーストラリア連邦議会の決議により同法施行から約9か月後の1997年3月27日に廃止された。
各州議会ではその後も安楽死法案が提出されたが、議会を通過しないという状況が続いていた。次に動きがあったのはビクトリア州であり、終末期患者権利法から20年の時を経た2017年に安楽死を認める自発的幇助自死法が成立した。内容は原則として医師による自殺幇助を、条件付きで医師による積極的安楽死を認める内容である。ビクトリア州の法案可決を皮切りに、2019年に西オーストラリア州で、2021年3月にタスマニア州で、同年6月に南オーストラリア州で、同年9月にクイーンズランド州で、2022年5月にニューサウスウェールズ州で、同じ趣旨の法律が成立した。
ビクトリア州の自発的幇助自死法 (Voluntary Assisted Dying Act)の名称に関して、大きな社会的スティグマがあるとして「自殺」という言葉を用いず、患者の自己決定・行動よりも医師の役割を強調するとして「医師による幇助」という言葉を用いなかった。以降の各州の法案もこれを踏襲して自発的幇助自死の言葉を用い、オーストラリアでは安楽死を指す言葉として自発的幇助自死が用いられるようになった。
ビクトリア州の法案は委員会から提案された68項目に上るセーフガードを満たす厳しい法規制が安全基準として取り入れられており、法案が成立したのも主に「世界で最も保守的で最も安全な安楽死法」だからだと報じられている。
2022年時点で、ノーザンテリトリーとオーストラリア首都特別地域は連邦法の安楽死の法律に関する法 (Euthanasia Laws Act 1997 (Cth))により安楽死法を制定する権限が剥奪されている。安楽死の立法権限を回復するための試みは何度かなされている。2015年12月には問題の法律を廃止する法案が連邦上院に提出されたものの、2018年8月に36対34の僅差で否決され、連邦議会における安楽死の合法化への反対意見が未だ根強いことを示す結果となった。

### オーストリア
オーストリアでは刑法77条で嘱託殺人が、刑法78条で自殺教唆・自殺幇助を禁じられている。このうち78条について、憲法裁判所は2020年12月に、自殺幇助を禁じる文言は違憲だとして、2022年1月に削除するよう命じている。判決では憲法で保障された個人の自由な自己決定権には人間としての尊厳をもって死ぬ権利、自殺志願者が第三者の援助を求める権利も含まれるとされた。

### オランダ
オランダでは自ら海を干拓して国土を作ってきたという歴史上、国民は非常に高い自律意識を有しており、自分のことは自分で決めるという精神的風土が育まれていた。従来から慈悲殺が慣行的に行われていたが、法律や社会的合意はなく、透明性確保を図る議論がなされ、1993年の遺体処理法改正に繋がった。安楽死処置を行った医師が自身を被疑者として届け出る内容だが、有罪になる可能性を承知した上で自己申告する医師は少なく、この不備を解消するべく2002年に安楽死が合法化されることになった。
要請に基づいた生命終結と自殺幇助に関する審査法が成立したことで、医師は注意深さの要件を守り、検死医にその旨申告するという手順を踏めば、刑事罰の対象から外された。注意深さの要件とは、「自発的な、熟慮ある、かつ、持続的要請があった」「支配的な医療的知見に従って、患者には見込みのない、かつ耐え難い苦しみが存在した」「医師は、少なくとももう一人の独立した医師と相談した」「生命終焉行為が医療的に注意深く実施された」の4点である。
同法の理由書は安楽死と自殺幇助について、通常の医療行為ではなく社会的に統制されるべき行為だとしており、オランダでは安楽死は権利の行使という社会的行為と見なされていると言える。
2012年には医師と看護師が車で患者の自宅に出向く機動安楽死チーム制度が始まり、以来精神障害者や認知症患者の安楽死者数が急増している。2016年末には75歳以上の高齢者の安楽死を認める旨の改正案が議会で提出されており、これは否決こそされたものの、2018年5月の安楽死行為準則改正により事実上解禁されたと指摘する声がある。

### カナダ
カナダでは刑法14条で嘱託殺人が、刑法241条bで自殺幇助が禁じられている。この点について最高裁判所は2015年2月6日、「生命の終結に明確に同意し、重篤で改善不能な病状により耐え難い持続的な苦しみを持つ成人」について、自らの生命を絶つ際に医師の援助を受ける権利があると判断し、嘱託殺人に関しても条件を満たせば法の範疇で実施できるよう道を開き、2016年に策定された死に行く際の医学的援助法の礎となった。
死に行く際の医学的援助法は改正が重ねられ、2020年3月17日からは自然的な死が合理的に予見できない人でも最低90日以上の適格性審査という追加条件を満たすことで死の援助を受けられるようになり、2023年3月17日からは精神的苦痛で生命の終結を願う人も死の援助を受けるのに適格となる。

### コロンビア
コロンビアでは1997年に安楽死法が公布され、2021年7月までに124人の安楽死が実行されてきた。しかし、明確な規則は定められておらず、何度か規則を定める法案が提出されてきたものの、いずれも採決に至らず、また実際に安楽死を行う医師やキリスト教信者（特にカトリック教徒）の多い国民による反対の声も根強く、多くの患者が安楽死を断られ続けているのが実情である。
2021年7月、高等裁判所は南米で初めて、末期疾患の患者以外にも尊厳ある死の権利が適用されることを認める判断を下した。この判断以降、少なくとも3人の末期症状でない患者が安楽死を選択している。2022年5月には憲法裁判所の票決で自殺幇助を罰する刑法の条項が廃止され、医師による自殺幇助が合法化された。憲法裁判所はこの判決の中で、議会に対して尊厳をもって死ぬ権利の法制化を求めている。

### スイス
スイスでは刑法115条で自殺幇助が犯罪として規定されているが、個人的な利益目的でない限りは合法であるとして解釈されている。そのためディグニタスやライフサークルといった自殺幇助団体が合法的に活動しており、終末期でない人の自殺幇助もいくらかなされている。

### スペイン
スペインではカトリック教会の影響が大きかったが、時代の流れで国民の信仰離れが進み、人工妊娠中絶や同性婚といった普及運動も盛んに行われるようになった。安楽死に関しても1998年に支援を受けて自殺した全身麻痺のラモン・サンペドロという例をはじめ、当事者の実態が話題を呼んで世論の圧力が高まっていた。安楽死法はペドロ・サンチェス政権の優先事項として討議され、2021年3月18日に下院で202対141で安楽死法が可決、6月25日に施行された。法律は末期患者や重傷患者の苦痛緩和を理由とする医療従事者による安楽死・自殺幇助双方を認めるものである。
2021年12月、カタルーニャ州タラゴナで3人に発砲して逃走していた被疑者が、警察との銃撃戦で右脚切断や四肢麻痺という重傷を負う事件が起きた。被疑者は2022年6月になって安楽死を申請し、その意向通りに8月に安楽死が行われたが、裁判前ということもあり、刑事事件の加害者の死ぬ権利と被害者の司法アクセス権はどちらか優先されるのかという点で問題となった。

### ドイツ
1532年にカール5世により公布されたカロリナ刑事法典では自殺が犯罪とされなかった。自殺幇助を違法とする地域もあった一方で、18世紀にフリードリヒ大王により合法化され、この流れの中成立した1872年のドイツ刑法でも自殺・自殺幇助が犯罪でないとされ、自殺に対して長い間寛容でいた。
しかし、終末期の患者の自殺を支援する活動が社会問題化すると、自殺幇助団体などによる自殺支援が必要以上に末期患者を自殺へ駆り立てると懸念され、これまで自殺関与は原則罰せられなかったところ、2015年に新設された刑法217条により一部処罰対象とされた。この217条は予てから刑法学者から批判され、違憲ではないかとする訴えもなされ、2020年2月26日には憲法裁判所は217条が違憲であるとする判決を下している。

### 日本
日本の司法が安楽死について判断した事件は1962年の山内事件、1991年の東海大学安楽死事件、1998年の川崎協同病院事件などがあるが、どれも有罪判決が出されており、安楽死を認めることに対しては慎重な立場がとられている。

### ニュージーランド
ニュージーランドでは2019年に議会で安楽死法が可決され、2020年11月の国民投票でも賛成多数により、2021年11月に施行される見込みとなっている。安楽死を認める条件は、18歳以上のニュージーランド国民または永住権保持者であること、余命6か月未満の終末期に入り、緩和困難な苦痛を抱えていること、自ら望んでいることなどがあり、主治医、第三者の医師、保健当局などの確認を以て認められる。

### フランス
フランスでは安楽死法は制定されていないものの、世論としては苦しみが続くよりも緩和鎮静の過度の投与による安らかな死を望みたいという意見が大勢を占めており、結果として政府は2005年、消極的安楽死（治療の差し控え）および間接的安楽死（苦痛軽減のための過度な鎮静剤投与）を認めるレオネッティ法を成立させている。
成立後にレオネッティ法の限界や尊厳死をめぐる事件が社会問題化すると、右派の国民運動連合と左派の社会党からそれぞれレオナッティとアラン・クレス議員が指名され、4条件を満たす限りの緩和的鎮静（消極的安楽死）を合法化した2016年のクレス・レオネッティ法成立に至る。この法律が成立した同年4月にはフランス国立緩和ケア・終末期研究所が新設され、終末期医療を受ける権利や自己決定権の啓発、事前指示書や信任者の普及、医療現場での終末期医療支援、国内外の情報収集・公開について取り組んでいる。
2022年には映画監督のジャン＝リュック・ゴダールがスイスで自殺幇助を受けたことを引き金にして安楽死が再び議論されるようになり、同年12月9日には自殺幇助の是非について議論する市民評議会が開会した。世論は概ね積極的安楽死や自殺幇助の合法化に賛成する傾向にある一方で、患者に死を与える使命はないと反対する医師の声も聞かれる。

### ベルギー
ベルギーは1990年代半ばから安楽死法について議論されていたが、政権与党の思惑などで難航していた。1999年の選挙の結果として虹の連立政権が樹立されると、懸案とされた安楽死関連法案が元老院に提出され、2001年に元老院で、2002年に代議院でそれぞれ可決され、2002年9月に施行された。
ベルギーの安楽死法は精神的苦痛による安楽死の合法化、自殺幇助を認めず安楽死は必ず医師によって行われるべきとしていること、意識のあるときに書かれた事前の意思表明書が認められているという点から特徴づけられる。
2002年の安楽死法では未成年者（婚姻している16歳以上除く）の安楽死を認めていなかったが、制定当時から未成年者にも認められるべきではないかとする声が上がった。2013年10月には元老院で未成年者の安楽死関連法案の審議に着手され、両院で審議された結果、2014年2月に年齢制限を撤廃した安楽死法が可決され、翌月から施行された。
未成年者の場合、正常な判断能力があること、苦痛が激しく死が避けられないほど末期であることを条件とし、また精神的苦痛による安楽死が認められておらず、要件は成人よりも厳しいものだったが、年齢制限を撤廃した安楽死法は世界初のことであった。一方で、安楽死が法定代理人の意向で左右されるリスクを指摘する声や、心理カウンセラーや児童心理専門家が難病で苦しむ子供の意思表明を正確に判断できるのかを疑問死する声も少なくない。

### ポルトガル
ポルトガルでは2020年2月に不治の病や重度の身体障害者に対する自殺幇助を認める法案が議会で可決されたが、マルセロ・レベロ・デ・ソウザ大統領はこれに拒否権を行使した。2022年12月にも同様の法案は可決されたが、翌2023年1月に文言が漠然としすぎているとして憲法裁判所により議会に差し戻された。

### ルクセンブルク
ルクセンブルクは2009年までの20年間で安楽死法について議論されていたが、アンリ大公による拒否権行使などで難航し、憲法改正にまで踏み切っている。2009年に成立した安楽死法はベルギーの影響を受けたものであり、安楽死は医者により行われること、実施の上で4つの基本条件、事前の7つの手続措置が規定されている。